# Store Molvik
Store Molvik är en by i Berlevågs kommun i Finnmark fylke i norra Norge. Byn ligger på östra sidan av Tanafjorden.